# 森正人 (漫画家)
森 正人（もり まさと、1950年5月20日 - ）は、日本の漫画家。福岡県出身。

## 略歴
- 川崎のぼるに師事。
- 1970年、『食いだおれ源八』でデビュー。

## 作品リスト
- 食いだおれ源八（少年サンデー 1970年）
- 剣道一本!（原作：吉田豊、小学四年生 1972年10月号-12月号）
- 魔人ハンター ミツルギ（小学四年生 1973年1月号-4月号）
- オー!!ガールズ11（少年サンデー 1973年）
- ファイヤーマン（小学六年生 1973年1月号-1973年8月号）
- キカイダー01（原作：石森章太郎、小学六年生 1973年9月号[1]）
- 宇宙空母ブルーノア（てれびくん 1979年12月号-1980年3月号）
- 球心の伝蔵（タカハシコミック）
- 土佐からきたカツオ（少年サンデー）
- あばれ竜
- クルスの源吾郎
- 大棟梁
- がんばれラーメン
- ジジばば物語
- ぼろぼろゴルフ